# Église du Sacré-Cœur de Saint-Ouen
L'église du Sacré-Cœur est une église catholique située à Saint-Ouen-sur-Seine. Elle est dédiée au Sacré-Cœur et desservie par les Fils de la Charité. La messe dominicale est célébrée en français à 9 heures 30 et en portugais à d'autres heures. 

## Existence d'une ancienne chapelle
Á la fin du XIXe siècle, Saint-Ouen ne compte qu’une église dans le quartier du Vieux-Saint-Ouen, et une chapelle rue Jean.
En 1898, l’abbé Jules Macchiavelli projette la construction d’une église dans le quartier Cayenne. Une boutique y est d'abord louée pour dire la messe.
On crée alors en 1925 la chapelle du Sacré-Cœur , appelée salle Macchiavelli du nom du premier curé, Jules Macchiavelli, de la paroisse Notre-Dame-du-Rosaire dont elle dépendait. Ce bâtiment fut récupéré à l'issue de l'exposition universelle de Paris et remonté à son emplacement actuel. Il servira jusqu'en 1933. Il subsiste toujours, une partie ayant été transformée en logements.

## Historique de l'édifice actuel
Le bâtiment actuel a été édifié en 1933 sur les plans de l'architecte Nicod. Le curé fondateur est l'abbé Élie-Marie Poujol (+1973).
Cette église de style néo-roman est bâtie sur un terrain situé 104 rue du Docteur Bauer, à proximité du stade du même nom où se produit l'équipe du Red-Star. Elle est consacrée en 1934.
L'église est utilisée principalement pour l'exercice du culte catholique et parfois, celui du culte copte orthodoxe.
La décoration intérieure de l'église est l'œuvre de Boris Mestcherski et de Maurice Denis. 
Elle est équipée d'un orgue (Rinckenbach, esthétique symphonique) placé en tribune au-dessus du porche d'entrée et accessible par l'escalier du clocher. Organiste titulaire : Gérard Renaï. Adjoint : Stéphane Dupont.

## Environnement urbain
L'ensemble immobilier construit sur la parcelle cadastrale comprend également des logements, plusieurs salles d’accueil et un espace permettant la circulation et les manœuvres des convois motorisés.

### Sources
- Description de l'église sur le site de Patrimoine-religieux.fr
- Description de l'église sur le site La France des clochers
- Église Sacré Cœur de St-Ouen